# Pascal Iauko
Pascal Sébastien Iauko, dit également Pascal Harry ou Sébastien Harry par patronymie, né le 16 mai 1986, est un homme politique vanuatais.

## Biographie
De par sa mère, il est l'arrière-petit-fils de Wallisiens installés dans ce qui est alors le condominium des Nouvelles-Hébrides (actuel Vanuatu) pour y travailler comme ouvriers agricoles sur les plantations de copra de colons français. 
Il entre au Parlement de Vanuatu en remportant l'élection législative partielle du 27 mai 2013 dans la circonscription de Tanna due à la mort de son père le ministre des Infrastructures Harry Iauko. Candidat pour le « groupe Iauko », faction politique fondée par son père lorsque celui ci avait échoué à prendre la direction du Vanua'aku Pati, il devient à 27 ans le benjamin du Parlement et siège sur les bancs de l'opposition au gouvernement de Moana Carcasses,.
À partir de juin 2015 il est député d'arrière-ban du nouveau gouvernement de Sato Kilman. Le 22 octobre 2015, Pascal Iauko et quatorze autres députés de la majorité parlementaire sont condamnés à des peines de prison pour corruption. Le vice-Premier ministre Moana Carcasses est reconnu coupable d'avoir soudoyé les quatorze autres quelques mois plus tôt pour qu'ils votent la destitution du gouvernement de Joe Natuman. Pascal Iauko est condamné à trois ans de prison ferme,. Les condamnés perdent immédiatement leur siège de député. En 2018, il est également condamné à une peine de prison ferme pour entrave à la justice, ayant sollicité et obtenu en 2015 une grâce présidentielle illicite de la part du président du Parlement Marcellino Pipite, lui-même l'un des députés condamnés pour corruption. Il est finalement gracié par le président de la République Tallis Obed Moses en juillet 2020.
Son frère aîné Anthony Iauko et son frère cadet Xavier Iauko entrent tous deux au Parlement lors des élections législatives de mars 2020 auxquelles Pascal Iauko est inéligible. Antoine Wright, oncle maternel des frères Iauko, et son oncle paternel Iaris Naunun sont également députés.